# Вулиця Під Голоском
Ву́лиця Під Голо́ском — вулиця у Шевченківському районі міста Львова, в місцевості Голоско. Бере початок від вулиці Варшавської, піднімається на пагорб і простягається на північний захід у бік Брюховицького лісу. Прилучаються 2-й Заозерний провулок і вулиця Кругла.

## Історія та забудова
Точний час виникнення вулиці невідомий. На початку XX століття по майбутній вулиці пролягала межа між селами Мале та Велике Голоско, на згадку про які у 1955 році вулиця отримала сучасну назву.
Забудова вулиці досить різноманітна, вона почалася у 1930-х роках і первісно складалася з одноповерхових приватних садиб у стилі конструктивізм. У 1977 році на територію, що включала вулицю Під Голоском, розширили містобудівний проєкт забудови Клепарова і Замарстинова стандартними житловими багатоповерховими будинками (автори проєкту — архітектори Ярослав Новаківський та Алла Петрова), проте він так і не був остаточно втілений у життя. У 1980-х роках наприкінці вулиці звели корпуси Української академії друкарства, а на межі 1980-х-1990-х на початку вулиці польська будівельна компанія збудувала три багатоповерхівки (№ 1, № 15 і № 17).
У травні 2011 року, на розі вулиці Під Голоском та проспекту Чорновола, розпочалося будівництво дерев'яного греко-католицького храму Блаженного Священномученика Миколая Чарнецького і менше як за півроку завершилося. 16 жовтня того ж року чин освячення храму здійснив архієпископ Львівський Ігор Возьняк. Йому співслужили отці-редемптористи на чолі з протоігуменом о. Ігорем Колісником та інші священики. Настоятелем храму Блаженного Священномученика Миколая Чарнецького призначений ігумен монастиря святого Альфонса о. Ярослав Федунів.

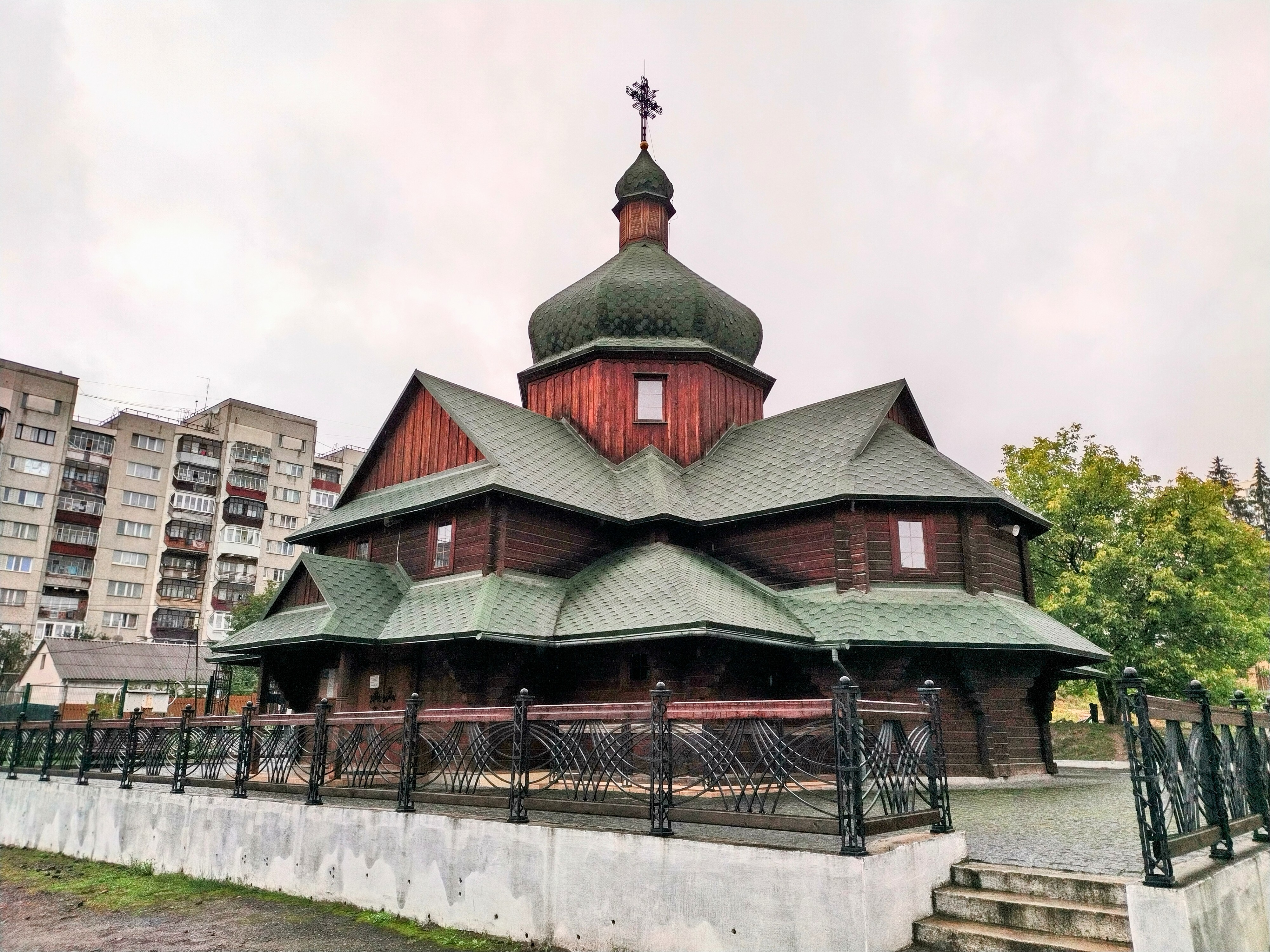
Церква Блаженного Священномученика Миколая Чарнецького

## Установи
- № 19 — Головний корпус Української академії друкарства.
- № 20 — гуртожиток № 3 Української академії друкарства.
- № 21 — житловий будинок.
- № 23 — гуртожиток № 1 Української академії друкарства.
- № 25 — гуртожиток Львівського державного університету фізичної культури[11].